# Hrabstwo Monroe (Michigan)
Hrabstwo Monroe – hrabstwo położone w USA w stanie Michigan z siedzibą w mieście Monroe. Powstało 14 lipca 1817 i nosi imię Jamesa Monroe - piątego prezydenta Stanów Zjednoczonych.

## Miasta
- Luna Pier
- Monroe
- Petersburg

## Wioski
- Carleton
- Dundee
- Estral Beach
- Maybee
- South Rockwood

## CDP
- Detroit Beach
- Lambertville
- South Monroe
- Stony Point
- Temperance
- West Monroe
- Woodland Beach

## Sąsiednie hrabstwa
- Hrabstwo Wayne (północny wschód)
- Hrabstwo Washtenaw (północny zachód)
- Hrabstwo Essex (wschód)
- Hrabstwo Lenawee (zachód)
- Hrabstwo Lucas (południe)